# Галагановка (село, Николаевская область)
Галагановка (укр. Галаганівка) — село в Снигирёвском районе Николаевской области Украины.
Население по переписи 2001 года составляло 560 человек. Почтовый индекс — 57372. Телефонный код — 5162. Занимает площадь 0,924 км².

## Местный совет
57340, Николаевская обл., Снигирёвский р-н, с. Нововасилевка, ул. Ленина, 25; тел. 2-42-42